# Masters of Rock
Masters of Rock és un àlbum recopilatori de Pink Floyd, aparegut el març de 1974. La primera edició s'anomenava The Best of Pink Floyd i havia sortit el 1970. Es tracta d'una compilació apareguda únicament a Europa. L'àlbum conté els primers singles del grup, la majoria escrites per Syd Barrett, a excepció de It Would Be So Nice i Paintbox que ho foren per Rick Wright, així com Julia Dream que ho fou per Roger Waters. Cal notar que en el tema Paintbox Barret toca juntament amb David Gilmour.

## Llista de temes
1. Chapter 24
2. Matilda Mother
3. Arnold Layne
4. Candy and a Currant Bun
5. The Scarecrow
6. Apples and Oranges
7. It Would Be So Nice
8. Paintbox
9. Julia Dream
10. See Emily Play